# Chronologie du football américain
Cet article présente une chronologie des faits marquants dans le domaine du football américain.

## XXIesiècle

### Années 2000
2000
2001
2002
2003
2004
2005
2006
2007
2008
2009

### Années 2010
2010
2011
2012
2013
2014
2015
2016
2017
2018
2019

### Années 2020
2020
2021
2022
2023
2024